# Messerschwanzkärpfling
Der Messerschwanzkärpfling (Alfaro cultratus), auch Messerkärpfling oder Amazonenkärpfling genannt, ist ein Süßwasserfisch aus der Unterfamilie der lebendgebärenden Zahnkarpfen. Sein Verbreitungsgebiet umfasst das südliche Mittelamerika und erstreckt sich von Nicaragua und Costa Rica bis nach Panama. Er lebt in klaren Fließgewässern, in mehr oder weniger schnell fließenden Bächen und an den Uferbereichen größerer Flüsse.

## Merkmale
Weibchen erreichen eine Gesamtlänge von 6–8 cm, Männchen eine Länge von 4–6 cm. Messerschwanzkärpflinge besitzen einen mäßig schlanken, seitlich stark abgeflachten Körper. Namensgebend ist der lange Schwanzstiel, der auf seiner Unterseite eine scharfe Kante bildet. Diese Kielkante besteht aus zwei engen Schuppenreihen auf beiden Körperseiten. Das Fortpflanzungsorgan der Männchen, das Gonopodium, ist einfach aufgebaut, weshalb Alfaro cultratus einem sehr ursprünglichen Typ lebendgebärender Zahnkarpfen zugeordnet wird. Die Farbe der Fische ist grünlichgrau oder lehmfarben mit einem bläulichen Schimmer auf den Körperseiten. Der Körper ist von sehr feinen schwarzen Punkten bedeckt. Die Flossen sind farblos oder leicht gelblich.
- Flossenformel: Dorsale 7–9, Anale 9–10, Ventrale 6.
- Schuppenformel: 32–35 (mLR).

## Lebensweise
Der Messerschwanzkärpfling bildet kleine Gruppen, die sich vor allem in einem Tiefenbereich von 20 cm aufhalten. Jungfische ernähren sich von aquatischen Insekten, ausgewachsene Fische sind auf Anflugnahrung (Insekten, die auf die Wasseroberfläche fallen) spezialisiert. Bei der Balz schwimmt das Männchen über das Weibchen und streicht mit den langen Bauchflossen über den Kopf des Weibchens. Schwimmt das Weibchen dann ruckartig nach vorne, kommt es zur Paarung. Messerschwanzkärpflingsweibchen bringen nach einer durchschnittlichen Tragzeit von 24 Tagen 10–30 Jungfische zur Welt, die bei der Geburt eine Länge von 8–10 mm haben.

## Ökologie
Der österreichische Aquarianer Alfred Radda fand Alfaro cultratus 1980 in einem kleinen schnellfließenden Regenwaldbach des Sarapiqui-Systems, sechs Kilometer nordöstlich von La Virgen in Costa Rica. Der Bach hatte eine Breite von einem bis drei Meter und war durchschnittlich 30 Zentimeter tief. Wassertemperatur im Februar, 11.30 Uhr: 24,5 °C, elektrische Leitfähigkeit 55 µS/cm, pH 6,6, unter 1 °dGH.

## Systematik
Der Messerschwanzkärpfling wurde von dem britischen Ichthyologen Charles Tate Regan 1908 zunächst als Petalosoma cultratum beschrieben. Typuslokalität ist der Rio Iroquois in Costa Rica. Die Beschreibung erfolgt auf der Grundlage eines einzelnen Präparats, das unter der Katalognummer BMNH 1909.3.13.58 im Naturhistorischen Museum London hinterlegt ist. Regan selbst beschrieb die Art 1911 noch einmal als Petalosoma amazonum (der hierzu ebenfalls in London hinterlegte Holotypus soll im brasilianischen Amazonas, im Bundesstaat Pará, nahe der Stadt Obidos gefangen worden sein; diese irrtümliche Zuordnung ist ausschlaggebend für die Populärbezeichnung Amazonenkärpfling) und stellte sie 1913 in die Gattung Alfaro. Weitere Synonyme sind Alfaro acutiventralis Meek, 1912 und Petalurichthys cultratus Regan, 1912.